# Anthemis karacae
Anthemis karacae là một loài thực vật có hoa trong họ Cúc. Loài này được Güner mô tả khoa học đầu tiên năm 2001.